# (46441) Mikepenston
(46441) Mikepenston es un asteroide perteneciente a la familia de Eunomia en el cinturón de asteroides, descubierto el 10 de junio de 2002 por Charles W. Juels y el también astrónomo Paulo R. Holvorcem desde el Observatorio Astronómico de Fountain Hills, Fountain Hills (Arizona), Estados Unidos.

## Designación y nombre
Designado provisionalmente como Mikepenston. Fue nombrado Mikepenston en honor al astrónomo británico Michael Penston, pasó la mayor parte de su carrera en el Royal Greenwich Observatory. Estudió las fuentes de energía de las galaxias activas y determinó la masa del objeto central (pensado que era un agujero negro) en el núcleo galáctico activo (AGN) de NGC 4151.

## Características orbitales
Mikepenston está situado a una distancia media del Sol de 2,625 ua, pudiendo alejarse hasta 3,071 ua y acercarse hasta 2,179 ua. Su excentricidad es 0,169 y la inclinación orbital 12,07 grados. Emplea 1553,74 días en completar una órbita alrededor del Sol.
El próximo acercamiento a la órbita terrestre se producirá el 23 de septiembre de 2065.

## Características físicas
La magnitud absoluta de Mikepenston es 14,2.